# Вудхаузеит
Вудхаузеит (англ. woodhouseite) — редкий минерал, гидроксилсульфатофосфат алюминия и кальция (двойная соль), из подгруппы бедантита группы алунита.

## Описание
Кристаллы мелкие, псевдокубического или ромбоэдрического облика, реже таблитчатые по {0001}, с изогнутыми и поперечно-исштрихованными гранями.
Имеет гипергенное происхождение. Вторичный, найден в сульфатно-глинистых гидротермально изменённых породах, в кварцевых жилах в ассоциации с андалузитом; отмечен также в пещерных отложениях.
Назван в честь профессора Чарльза Дугласа Вудхауса (Charles D. Woodhouse, 1888-1975), американского минералога и коллекционера минералов, Калифорнийский университет в Санта-Барбаре, штат Калифорния, США.

## Где обнаружен
Открыт в 1937 году. Найден на шахте Чемпион (шахта Белая гора), Белая гора, округ Моно, штат Калифорния, США.
Представлен в России и смежных странах:
- в Крыму, на Керченском полуострове, в Керченском (Fe)-рудном бассейне.
- Забайкалье, Бурятия, Джидинский район, Нижне-Ичетуйское месторождение;
- Восточная Якутия, Верхоянский район, месторождение Кестер;
- Ямало-Ненецкий АО, Голубое проявление.